# Martin Procházka
Pour les articles homonymes, voir Procházka.
Temple de la renommée du hockey tchèque :
Martin Procházka (né le 3 mars 1972 à Slaný en Tchécoslovaquie aujourd'hui ville de République tchèque) est un joueur professionnel de hockey sur glace.

## Carrière en club
Il commence sa carrière en jouant pour le Poldi SONP Kladno en 1989 alors que le club évolue dans la division Élite de la Tchécoslovaquie, à l'âge de 15 ans. Il y joue deux saisons avant de faire une saison pour le HC Dukla Jihlava en 1991-92 (il y joue pendant qu'il fait son service militaire). En 1991, il a été choisi par les Maple Leafs de Toronto lors du repêchage d'entrée dans la Ligue nationale de hockey au cours de la septième ronde (135e joueur choisi).
Il retourne par la suite jouer pour Kldano qui intègre lors de sa création la nouvelle division Élite de la Tchéquie, l'Extraliga et il y reste jusqu'à la fin de la saison 1995-96. En 1994-95, il est élu meilleur joueur de la saison avec 33 buts inscrits dans la saison.
En 1996, il intègre en compagnie de ses coéquipiers Pavel Patera et Otakar Vejvoda l'effectif du club suédois de l'AIK IF qui évolue en Elitserien. Au bout d'une saison en Suède, il décide de rejoindre de tenter sa chance en Amérique du Nord. Sa première tentative est soldée par seulement une trentaine de matchs et six points au cours de la saison 1997-1998.
La saison suivante il retourne dans son pays et porte alors les couleurs du HC Vsetín, équipe championne en titre. Il  tente une nouvelle fois sa chance dans la LNH pour le début de la saison 1999-2000 mais finalement après trois matchs, il finit la saison avec le club tchèque du HC Vítkovice.
En 2001-02, il joue une partie de la saison avec Vítkovice avant de rejoindre la Superliga et l'Avangard Omsk pour deux ans. Après trois matchs en 2003-04 avec Khimik Voskressensk il retourne dans son pays et décide de rejouer pour son premier club : le HC Rabat Kladno.
En 2004-05, il est élu joueur le plus fair-play de la saison.

## Statistiques
| Saison    | Équipe                 | Ligue       |    | Saison régulière | Saison régulière | Saison régulière | Saison régulière | Saison régulière |    | Séries éliminatoires | Séries éliminatoires | Séries éliminatoires | Séries éliminatoires | Séries éliminatoires |
| Saison    | Équipe                 | Ligue       | PJ | B                | A                | Pts              | Pun              | PJ               | B  | A                    | Pts                  | Pun                  |                      |                      |
| 1989-1990 | Poldi SONP Kladno      | 1.liga tch. | 49 | 18               | 12               | 30               |                  |                  |    |                      |                      |                      |                      |                      |
| 1990-1991 | Poldi SONP Kladno      | 1.liga tch. | 50 | 19               | 10               | 29               | 21               |                  |    |                      |                      |                      |                      |                      |
| 1991-1992 | HC Dukla Jihlava       | 1.liga tch. | 36 | 14               | 9                | 23               |                  | 8                | 3  | 2                    | 5                    |                      |                      |                      |
| 1992-1993 | Poldi SONP Kladno      | 1.liga tch. | 46 | 26               | 12               | 38               |                  |                  |    |                      |                      |                      |                      |                      |
| 1993-1994 | Poldi SONP Kladno      | Extraliga   | 43 | 24               | 16               | 40               | 0                | 2                | 2  | 0                    | 2                    |                      |                      |                      |
| 1994-1995 | Poldi SONP Kladno      | Extraliga   | 52 | 33               | 37               | 70               | 22               |                  |    |                      |                      |                      |                      |                      |
| 1995-1996 | Poldi SONP Kladno      | Extraliga   | 37 | 15               | 27               | 42               |                  | 8                | 2  | 4                    | 6                    |                      |                      |                      |
| 1996-1997 | AIK IF                 | Elitserien  | 49 | 16               | 23               | 39               | 38               | 7                | 2  | 3                    | 5                    | 8                    |                      |                      |
| 1997-1998 | Maple Leafs de Toronto | LNH         | 29 | 2                | 4                | 6                | 8                |                  |    |                      |                      |                      |                      |                      |
| 1998-1999 | HC Vsetín              | Extraliga   | 37 | 20               | 28               | 48               | 12               | 12               | 10 | 9                    | 19                   | 0                    |                      |                      |
| 1999-2000 | Thrashers d'Atlanta    | LNH         | 3  | 0                | 1                | 1                | 0                |                  |    |                      |                      |                      |                      |                      |
| 1999-2000 | HC Vsetin              | Extraliga   | 31 | 10               | 10               | 20               | 18               | 9                | 2  | 0                    | 2                    | 0                    |                      |                      |
| 2000-2001 | HC Vítkovice           | Extraliga   | 32 | 15               | 16               | 31               | 12               | 10               | 4  | 2                    | 6                    | 0                    |                      |                      |
| 2001-2002 | HC Vítkovice           | Extraliga   | 20 | 6                | 11               | 17               | 4                |                  |    |                      |                      |                      |                      |                      |
| 2001-2002 | Avangard Omsk          | Superliga   | 31 | 8                | 6                | 14               | 6                | 11               | 2  | 1                    | 3                    | 2                    |                      |                      |
| 2002-2003 | Avangard Omsk          | Superliga   | 35 | 9                | 9                | 18               | 12               | 3                | 1  | 0                    | 1                    | 4                    |                      |                      |
| 2003-2004 | Khimik Voskressensk    | Superliga   | 3  | 0                | 0                | 0                | 2                |                  |    |                      |                      |                      |                      |                      |
| 2003-2004 | HC Rabat Kladno        | Extraliga   | 23 | 5                | 6                | 11               | 2                |                  |    |                      |                      |                      |                      |                      |
| 2004-2005 | HC Rabat Kladno        | Extraliga   | 45 | 22               | 16               | 38               | 10               | 7                | 3  | 2                    | 5                    | 2                    |                      |                      |
| 2005-2006 | HC Rabat Kladno        | Extraliga   | 40 | 9                | 15               | 24               | 18               |                  |    |                      |                      |                      |                      |                      |
| 2006-2007 | HC Rabat Kladno        | Extraliga   | 49 | 35               | 16               | 51               | 40               | 3                | 1  | 0                    | 1                    | 2                    |                      |                      |
| 2007-2008 | HC Kladno              | Extraliga   | 52 | 21               | 8                | 29               | 26               | 7                | 6  | 3                    | 9                    | 6                    |                      |                      |
| 2008-2009 | HC Kladno              | Extraliga   | 42 | 13               | 15               | 28               | 12               | -                | -  | -                    | -                    | -                    |                      |                      |
| 2009-2010 | HC Kladno              | Extraliga   | 30 | 3                | 3                | 6                | 48               | -                | -  | -                    | -                    | -                    |                      |                      |
| 2011-2012 | EV Regensburg          | Oberliga    | 38 | 18               | 21               | 39               | 20               | 8                | 1  | 1                    | 2                    | 4                    |                      |                      |

## Carrière internationale
Il représente l'équipe de Tchécoslovaquie lors de certains compétitions internationales :
Championnat d'Europe junior
- 1990

Championnat du monde junior
- 1990 -  Médaille de bronze
- 1991 -  Médaille de bronze
- 1992 - 5e place

À la suite de la partition de la Tchécoslovaquie, il est sélectionné pour jouer avec la République tchèque lors des compétitions suivantes :
Championnat du monde
- 1995 - 4e place
- 1996 -  Médaille d'or
- 1997 -  Médaille de bronze. Il est également le meilleur buteur (7) et pointeur (14) de l'édition et finit dans l'équipe type du tournoi.
- 1999 -  Médaille d'or
- 2000 -  Médaille d'or
- 2001 -  Médaille d'or
- 2002 - 5e place

Coupe du monde
- 1996 -  non qualifiés pour la phase finale

Jeux olympiques d'hiver
- 1998 -  Médaille d'or